# Maicon Pereira de Oliveira
Maicon Pereira de Oliveria (Rio de Janeiro, 8 maggio 1988 – Donec'k, 8 febbraio 2014) è stato un calciatore brasiliano, di ruolo attaccante.
È scomparso in un incidente stradale nei pressi di Donec'k, all'età di 25 anni.

## Biografia
L'8 febbraio 2014, attorno alle 4 di mattina, mentre era alla guida della sua Hyundai Elantra, ha invaso la corsia opposta nel tentativo di superare un veicolo che stava effettuando una svolta, scontrandosi frontalmente con un'auto che proveniva nel senso opposto e finendo successivamente contro un palo. Maicon è morto sul colpo, mentre il conducente dell'altra auto è stato ricoverato in ospedale in condizioni critiche. Al momento dell'incidente il giocatore viaggiava a circa 110 km/h. Maicon stava probabilmente tornando a casa dalla discoteca "Litsa", dove era stato visto in compagnia degli ex compagni di squadra Douglas Costa, Alex Teixeira e Fred.
Lo Šachtar ha confermato la notizia del suo decesso la mattina successiva con il seguente comunicato:"Era un calciatore di talento, un ragazzo aperto e amichevole. Maicon amava la vita e la viveva in modo positivo e luminoso. La morte tragica, prematura e assurda ha portato via una persona meravigliosa. Maicon aveva solo 25 anni. Si tratta di un lutto terribile per ognuno di noi. FC Shakhtar esprime cordoglio e solidarietà alla famiglia e agli amici di Maicon. Possa riposare in pace...". La dirigenza della squadra di Donec'k ha inoltre annunciato che il contratto del giocatore, che in situazioni di questo tipo verrebbe annullato, sarebbe stato corrisposto alla sua famiglia, in quanto il giocatore lascia una figlia di 7 anni.

## Carriera
Cresciuto nelle giovanili del Fluminense e del Flamengo, nel 2009 firmò il suo contratto da professionista con l'Atlético Mogi ma con questo team non ebbe neanche il tempo di esordire in quanto accettò l'offerta del Volyn', squadra di Perša Liha (seconda serie ucraina), con cui segnò 13 gol in 18 partite, contribuendo al secondo posto in classifica e alla conseguente promozione in Prem"jer-liha.
Nella stagione 2010-2011 collezionò 2 gol in 15 presenze fino a gennaio, poi venne ceduto in prestito allo Steaua Bucarest, club rumeno con cui ebbe modo di scendere in campo 6 volte (segnando in 3 occasioni). Ritornato al Volyn', divenne capocannoniere del campionato ucraino nel 2012, a pari merito con Jevhen Selezn'ov, grazie alle 14 marcature realizzate in 24 incontri.
Essendo in scadenza di contratto, in vista del campionato 2012-2013 si accasò gratuitamente allo Šachtar, firmando un contratto triennale. In questa società non riuscì mai a trovare spazio e nei primi due anni venne sempre ceduto in prestito a stagione iniziata, prima allo Zorja Luhans'k e poi all'Illičivec': con quest'ultimo club era tornato a giocare con regolarità, prima che un incidente stradale ponesse fine alla sua vita.

## Palmarès

### Club
- Campionato ucraino: 1

Šachtar: 2012-2013
- Coppa d'Ucraina: 1

Šachtar: 2012-2013
- Supercoppa d'Ucraina: 1

Šachtar: 2013

### Individuale
- Capocannoniere della Prem'er-Liha: 1

2011-2012 (14 gol)